# بودنس ۲۲۳۲۲
سیارک ۲۲۳۲۲ (به انگلیسی: 22322 Bodensee، نامگذاری:1991RQ4) بیست و دو هزار و سیصد و بیست و دومین سیارک کشف شده‌است که در ۱۳ سپتامبر ۱۹۹۱ کشف شد.
قدر مطلق سیارک برابر ۱۴٫۳۰ است.